# Frihetens pris
Frihetens pris (originaltitel: The Wind That Shakes the Barley) är en dramatisk krigsfilm från 2006 i regi av Ken Loach, som handlar om irländska frihetskriget (1919–1921) och det efterföljande irländska inbördeskriget (1922–1923). Den hade världspremiär på filmfestivalen i Cannes den 18 maj 2006 och svensk premiär den 15 september samma år, med åldersgränsen 15 år.

## Handling
Filmen utspelas på Irland 1920. De två bröderna Teddy (spelad av Pádraic Delaney) och Damien (Cillian Murphy) O'Donovan dras in i kampen mot den brittiska ockupationsmakten. När inbördeskriget utbryter står de på motsatta sidor.

## Medverkande i urval
- Cillian Murphy – Damien O'Donovan
- Pádraic Delaney – Teddy O'Donovan
- Liam Cunningham – Dan
- Orla Fitzgerald – Sinéad Ní Shúilleabháin
- Laurence Barry – Micheál Ó Súilleabháin
- Mary Murphy – Bernadette
- Mary O'Riordan – Peggy
- Myles Horgan – Rory
- Martin Lucey – Congo
- Roger Allam – Sir John Hamilton
- John Crean – Chris Reilly
- Damien Kearney – Finbar
- Frank Bourke – Leo
- Shane Casey – Kevin
- Máirtín de Cógáin – Sean
- William Ruane – Johnny Gogan
- Fiona Lawton – Lily
- Sean McGinley – Father Denis
- Kevin O'Brien – Tim

## Om filmen
Filmen är inspelad i grevskapet Cork på Irland.

## Utmärkelser
- 2006 - Filmfestivalen i Cannes - Guldpalmen, Ken Loach
- 2006 - European Film Awards - European Film Award, bästa cinematograf Cillian Murphy